# 展毛尖萼乌头
展毛尖萼乌头（学名：Aconitum acutiusculum var. aureopilosum）为毛茛科乌头属下的一个变种。

## 扩展阅读
- 維基物種上的相關：展毛尖萼乌头